# Nora (Capadocia)
Nora (en griego antiguo: τὰ Νῶρα) era una fortaleza de montaña y una ciudad de la antigua Capadocia, en las fronteras de Licaonia. Situada a los pies de los Montes Tauro, en el que Eumenes estuvo durante todo un invierno asediado por Antígono (319 a. C.), antes de escapar. En la época de Estrabón se llamaba Neroaso (Νηροασσός), y allí se encontraba el tesoro de Sisines, que luchaba por obtener la soberanía de Capadocia.
Su sitio se encuentra tentativamente cerca de Gelintepe en la provincia de Bingöl, Anatolia.